# یومیکو شیباتا
یومیکو شیباتا (انگلیسی: Yumiko Shibata؛ زادهٔ ۲۱ نوامبر ۱۹۶۴) صداپیشه اهل ژاپن است.